# リランゲニ
リランゲニ（Lilangeni）は、エスワティニの通貨単位。複数形は、エマランゲニ（Emalangeni）。国際通貨コード（ISO 4217）は、SZL。補助通貨単位はセント（Cent）で、1リランゲニ=100セント。

## 概要
1974年、南アフリカの通貨ランドと等価で導入された現在でもレートは1対1で固定されており、ランドはエスワティニでリランゲニと同じように商談などに用いられている。

## 紙幣
原則として、全ての紙幣に現国王の肖像画が表面に描かれる。現在の紙幣にはムスワティ3世が描かれる。
| 額面          | 表面          | 裏面                                         |
| ------------- | ------------- | -------------------------------------------- |
| 10リランゲニ  | ムスワティ3世 | リードダンス                                 |
| 20リランゲニ  | ムスワティ3世 | トウモロコシ、パイナップル、コブウシ、製油所 |
| 50リランゲニ  | ムスワティ3世 | エスワティニ中央銀行庁舎                     |
| 100リランゲニ | ムスワティ3世 | ライオン、サイ、鳥、花                       |
| 200リランゲニ | ムスワティ3世 | コブウシ、エスワティニの伝統的な家           |

2018年から、偽造対策を追加した新50、100、200リランゲニ紙幣の発行が順次開始された。
描かれているモチーフはそれまでの紙幣と同じため割愛する。また、同年の国名変更に合わせ、紙幣の発行元は「スワジランド中央銀行」から「エスワティニ中央銀行」に変更されている。